# Cacostola nelsoni
Cacostola nelsoni är en skalbaggsart som beskrevs av Chemsak och Linsley 1986. Cacostola nelsoni ingår i släktet Cacostola och familjen långhorningar. Inga underarter finns listade.